# Jake Manley
Jake Manley (Oakville, Ontario; 23 de agosto de 1991), es un actor canadiense. Es conocido por interpretar a Brad en la serie de NBC Heroes Reborn, a Fisher Webb en la serie de The CW iZombie y a Jack Morton en el serie de Netflix The Order.

## Carrera
En 2012, Manley hizo su debut en la serie Beauty & the Beast. Más adelante participó en otras producciones de televisión como Cracked, Heroes Reborn, iZombie y American Gods.
En 2017, se informó que Manley protagonizaría junto a Gage Munroe y Dylan Everett en la película Brotherhood, dicha película que fue estrenada el 20 de julio de 2019. 
El 17 de abril de 2018, se anunció que Manley protagonizaría una nueva serie de Netflix titulada The Order. La serie se estrenó en la plataforma el 7 de marzo de 2019

## Filmografía

### Películas
| Año  | Título          | Papel         | Notas                |
| ---- | --------------- | ------------- | -------------------- |
| 2015 | Bad Hair Day    | Kyle Timmons  | Personaje recurrente |
| 2017 | Nanny Nightmare | Owen          | Protagonista         |
| 2018 | Seven in Heaven | Derek         | Elenco principal     |
| 2019 | A Dog's Journey | Shane         | Personaje recurrente |
| 2019 | Midway          | Willie West   | Personaje recurrente |
| 2019 | Brotherhood     | George Waller | Elenco principal     |
| 2020 | Infamous        | Dean Taylor   | Protagonista         |
| 2020 | Holidate        | York          | Elenco principal     |
| 2024 | Outlaw Posse    | Southpaw      |                      |

### Televisión
| Año           | Título             | Papel        | Notas                                   |
| ------------- | ------------------ | ------------ | --------------------------------------- |
| 2012          | Beauty & the Beast | Derek Moore  | Episodio: "Out of Control"              |
| 2013          | Cracked            | Kyle Alpern  | Episodio: "Cherry Blossoms"             |
| 2015          | Heroes Reborn      | Brad         | Papel recurrente                        |
| 2016          | American Gothic    | Tom Price    | Episodio: "Freedom from Fear"           |
| 2017          | American Gods      | Bartholomew  | Episodio: "A Prayer for Mad Sweeney"    |
| 2017          | Casual             | Harvard      | Episodio: "Troubleshooting"             |
| 2018          | Trollville         | Daniel       | Episodios: "Sex Party" y "Broken Chair" |
| 2018          | iZombie            | Fisher Webb  | Papel recurrente                        |
| 2019          | Project Blue Book  | Toby McManus | Episodio: "The Fuller Dogfight"         |
| 2019-presente | The Order          | Jack Morton  | Protagonista                            |